# Rocks
Rocks je album rock skupine Aerosmith. Izšel je leta 1976 pri založbi Columbia Records.

## Seznam skladb
1. "Back in the Saddle" - 4:40
2. "Last Child" - 3:26
3. "Rats in the Cellar" - 4:05
4. "Combination" - 3:39
5. "Sick as a Dog" - 4:16
6. "Nobody's Fault" - 4:21
7. "Get the Lead Out" - 3:41
8. "Lick and a Promise" - 3:05
9. "Home Tonight" - 3:15